# 鄧陳常
鄧陳常（越南语：／，1759年—1813年），越南阮朝將領、官員。開國功臣。
鄧陳常是河內彰德縣（今彰美縣）人，出生在後黎朝末期。後黎朝滅亡後，西山朝曾請他當官，但他卻前往嘉定投奔阮主阮福映。在對西山朝的戰鬥中，他立下了許多戰功。阮朝建立後，被嘉隆帝阮福映派往北城擔任兵曹。嘉隆帝命鄧陳常在河內文廟前鞭笞西山朝的文臣吳時任和潘輝益。鄧陳常與吳時任有隙，命人將其笞死。
後回到順化擔任兵部尚書。他被告發在北城兵曹任內將鄭主的部將黃五福列為福神，群臣議其罪，但被嘉隆帝赦免。隨後黎質告發其在北城兵曹任內隱匿稅收等不法之事，嘉隆帝將其下獄論罪。鄧陳常於獄中作《韓王孫賦》一首，自比為漢朝的韓信，暗諷嘉隆帝如漢高祖一樣殺害功臣。嘉隆帝大怒，賜其自盡。不從，便派人將其縊死。